# Western (genre)
De western is een genre dat in films, tv-series, boeken en schilderkunst wordt verbeeld met een idealisering van het landelijke leven omstreeks de tweede helft van de 19e eeuw in het zogenaamde 'Wilde Westen', het westelijke deel van de Verenigde Staten. Het westerngenre kende het meeste succes in de Amerikaanse film vanaf 1903. Deze films worden ook wel wildwestfilms of cowboyfilms genoemd. Het genre wordt soms geringschattend "horse opera" genoemd. Naast jazz en colorfieldpainting is de western een oorspronkelijke kunstvorm van Amerikaanse bodem.

## Omschrijving en duiding van het genre western

### Kenmerk
Gevoelens als eer, (bloed)wraak en hebzucht komen vaak voor in de western. In de vroege westerns was het centrale thema bijna altijd de strijd tussen goed en kwaad. Westerns zijn actiefilms die vaak misdaden zoals bankroof en afpersing als onderwerp hebben, gekruid met dramatische schietpartijen. Veel westerns stralen een nostalgisch verlangen naar de goede oude tijd uit. Het buitenleven wordt in westerns geïdealiseerd en de films zijn gevuld met schitterende beelden van het weidse landschap en voorzien van klankrijke muziek. De cineasten van de western vonden het "Wilde Westen" opnieuw uit.

### Locaties

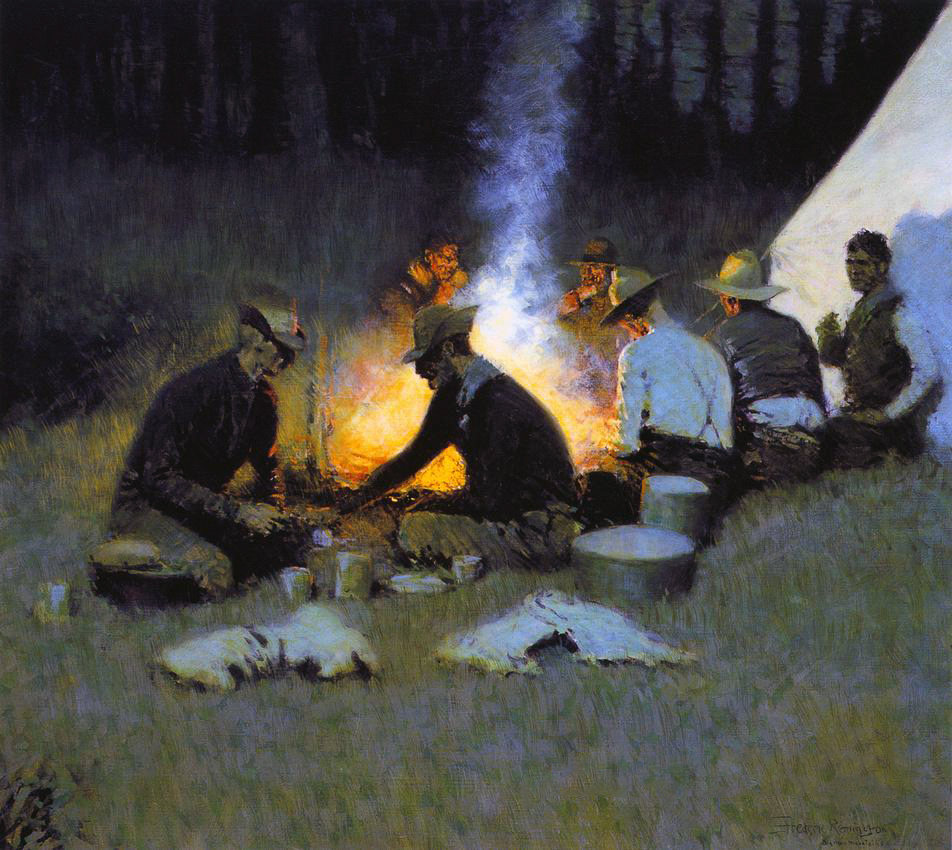
Frederic Remington The Hunters' Supper, 1909, National Cowboy and Western Heritage Museum, Oklahoma City, Oklahoma

De filmlocatie en de plaats waar het "Wilde Westen" zich in werkelijkheid afspeelde in de Verenigde Staten komen niet overeen. De filmopnamen vonden meestal plaats in het uiterste Westen: Californië, Nevada en Arizona met Monument Valley, terwijl de echte ruimte waarin de feiten zich hebben afgespeeld Texas en New Mexico waren. Wat wij nu het "Wilde Westen" noemen is geografisch gelokaliseerd ten noorden van de Rio Bravo, ten westen van de Mississippi en bezuiden de 37e breedtegraad.
Er is geen enkel filmgenre naast de western dat zo verbonden is aan een kenschetsend landschap met heuvels, smalle bergpassen, dorre woestijnen en indrukwekkende rotsformaties. Het combineert de grootsheid en de eindeloosheid van de natuur met haar onherbergzaamheid en vijandigheid. Cineasten inspireerden zich op de 19e-eeuwse schilderkunst bij het uitbeelden van het wilde westen-leven in het bijhorende landschap in filmbeelden zoals de romanticus Caspar David Friedrich, Thomas Cole, Albert Bierstadt, Thomas Moran en vooral het zeer plastisch uitgewerkte "wilde west" leven door Frederic Remington. Vooral John Ford zal door zijn opnamewerk van Stagecoach (1939) in Monument Valley, gelegen tussen Utah en Arizona het Amerikaanse landschap universaliseren tot een icoon. Monument Valley staat sindsdien in de reclamewereld voor degelijkheid, eeuwigdurigheid en universaliteit. (Het is bijvoorbeeld in 1951 bij een reclame voor het automerk Lincoln toegepast).
De fotografen William Henry Jackson (1843-1942) en Timothy O'Sullivan (1840-1882) gaven via hun documentairefoto's een beeld van het westen en inspireerden zo de latere regisseurs van westerns.
De western wordt vaak beschouwd als een typisch Amerikaans genre. Toch zijn er ook westerns opgenomen in Joegoslavië, Turkije, Australië, Zuid-Afrika, Canada en Mexico. Ook zijn er westerns gemaakt die zich afspeelden op het Chinese of Japanse platteland, maar deze films worden vaak Easterns genoemd.
In de jaren 1960 ontstond er zelfs een heel genre van westerns die gemaakt werden in Europa. Deze spaghettiwesterns werden vaak opgenomen in Spanje en gemaakt door een Italiaanse filmploeg.

### Historische achtergrond
Hoewel eigenlijk iedere western ook meteen een historische film is, worden veel westerns niet tot het genre van de historische film gerekend omdat veel westerns helemaal niets met geschiedenis te maken hebben. Ze gebruiken het 19e-eeuwse platteland als achtergrond om een volledig fictief verhaal te vertellen. Toch zijn er ook westerns gemaakt die bepaalde historische gebeurtenissen als onderwerp voor hun verhaal hebben. Deze westerns worden epische westerns genoemd.
Vaak terugkerende historische onderwerpen in westerns zijn de Texaanse Revolutie (vooral de Slag om de Alamo van 1836), de Oregon Trail (vanaf 1843), de Californische Gold Rush (1848-1855), de Amerikaans-Mexicaanse Oorlog (1846-1848), de Amerikaanse Burgeroorlog (1861-1865), de aanleg van de Transcontinental Railroad (1869), de Mexicaanse Revolutie (1910-1920) en de Amerikaans-Indiaanse Oorlogen (tot 1890). In de begintijd van het genre werden deze prairie-indianen doorgaans vrij stereotypisch geportretteerd. In de loop der jaren veranderde dit beeld. De film Broken Arrow uit 1950, over een wapenstilstand, was een vroege productie waarvan het script brak met dit beeld.
Hiernaast wordt de periode van 1865 tot 1895 vaak beschouwd als de klassieke tijd van het Wilde Westen. Deze dertig jaar staan bekend als het tijdperk van cowboys, premiejagers, bandieten, sheriffs en outlaws. Veel westernfilms spelen zich dan ook af in deze periode, mede dankzij de romantisering van dit tijdvak.
Sommige westerns behandelen ook bepaalde historische incidenten. Voorbeelden daarvan zijn de films over The gunfight at the O.K corral. Dit was een beruchte schietpartij waarbij de sheriffs Doc Holliday en Wyatt Earp een complete bende uitschakelden. Ook zijn er veel westerns gemaakt over de levens van bandieten als Billy the Kid, Jesse James, Wild Bill Hickock en Butch Cassidy and the Sundance Kid.

### Bijbelse mythologie in Amerikaanse politiek

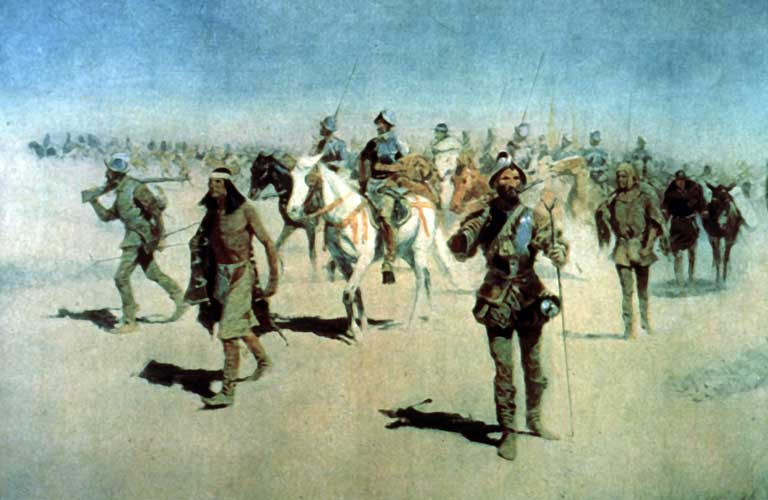
Frederic Remington Coronado Sets Out to the North

De "Trek naar het Westen" als de dwingende richting voor de kolonisatie van dit onherbergzame gebied (de huidige staten New Mexico en Texas) krijgt via de film een mythische en eschatologische dimensie met de boodschap "Back to God's Country" als "The Promised Land" dat veroverd en bewerkt moet worden. Dit na een moeizame en gevaarlijke tocht van hele families met huifkarren en runderen conform de historische uittocht van de Joden uit Egypte door de Rode Zee en de woestijn (vgl de oversteek van de oceaan vanuit Europa) naar het Beloofde Land van melk en honing. Niet alleen rechts-conservatief Amerika, ook het eerder progressieve deel van Amerika deelde die opvatting. Deze mythe blijft deel van het Amerikaanse gedachtegoed, zo verwees bijvoorbeeld Martin Luther King in een toespraak "I have seen the Promised Land" (1968) naar deze Bijbelse mythologie: "...Ik heb van de berg neergekeken en heb het Beloofde Land gezien. Ik kan daar misschien niet met jullie zijn, maar ik wil jullie een ding laten weten, dat wij, als een volk, in het Beloofde Land zullen aankomen...". Hoewel hij niet verwees naar de verovering van het "Wilde Westen" blijft ook hier de metafoor geldig. De betekenis verschoof echter van de kolonisatie en bezetting van het "Wilde Westen" naar de civil rights movement, waar de gelijke rechten tussen zwart en wit analoog stonden aan de verwerkelijking van de stichting van de heilstaat door het Joodse volk. In beide gevallen rechtvaardigde deze mythe dus een politieke doelstelling door zich te beroepen op de zingevende autoriteit van de Bijbel.

### How the West was dressed
De kleding van de acteurs in westerns ligt min of meer vast in een voorspelbare, goed afleesbare, dwingende code. De schilderijen van Frederic Remington, de foto's van William Henry Jackson en Timothy O'Sullivan en militaire bronnen inspireren de regisseurs daarbij. De kleding van cowboys, indianen en vrouwen, blanken en natives, bepaalden hun status en gemoedstoestand. De volgende kledingbeschrijvingen gaan niet op voor alle kleding in alle westerns, maar vormen bekende stereotypen.
De cowboy draagt restanten van een militair uniform. Het geheel heeft veel weg van multifunctionele werkkledij. Het bestaat uit vleeskleurig lang ondergoed, van stevige stof voorziene broek, een lange lederen jas met kogelriem, een broekriem die als zweep kan dienen, leren laarzen, een cowboyhoed met brede rand (de Stetson) en een multifunctionele, ruim bemeten zakdoek, als stofdoek en nuttig als masker bij een bankoverval. Alles bij elkaar had hij weinig kleren bij zich. Zij werden bijeengehouden in een zadeltas op het paard.
De "good guy" draagt strakke kleding, de onbetrouwbare "bad guy" is ongeschoren en draagt meer decoratieve kleding. Alleen de indiaan wordt gedeeltelijk ontkleed voorgesteld met de boodschap: hoe minder kledij hoe agressiever en gevaarlijker. De wapendracht kan een seksuele connotatie hebben, met de plots geopende mantel komt een salvo geweerschoten los ter hoogte van de mannelijke heup.
De vrouw in de western komt meestal binnenskamers in beeld en toont een vast rolmodel, bijvoorbeeld in relatie tot een man (als vrouw, weduwe of prostituee), tot een kind (als moeder) enzovoort. Daarbinnen komen verschillende types voor zoals de blanke vrouw, de inheemse of native women, jonge meisjes en oudere dames.
- Blanke vrouw met lelieblanke huid, discrete hooggesloten kleding met opengewerkte stukjes, bijvoorbeeld Grace Kelly in High Noon.
- De native woman, Indiaanse, heeft een exotisch silhouet, spreekt gebroken Engels en draagt zelfgemaakte kleding met pofmouwen. Ze draagt opvallende juwelen, heeft lange loshangende haren en is geschoeid met platte mocassins, bijvoorbeeld Katy Jurado in High Noon.
- Jonge meisjes maken het gezin compleet en zijn in het verhaal de inzet van conflicten.
- Oudere dames zijn meestal welgemanierde blanke vrouwen, vaak leden van een missienaaikring of roddeltantes.

## Geschiedenis van het genre
De eerste Amerikaanse speelfilm, The Great Train Robbery uit 1903 was meteen een western. Binnen enkele jaren tijd groeide de western tot het populairste genre van Hollywood. Tussen 1900 en 1940 werden ruim tienduizend westerns gemaakt.
In 1939 maakte John Ford Stagecoach. Deze western wordt gezien als een mijlpaal in het genre en de succesvolste aller tijden. Stagecoach werd de stereotiepe western en vrijwel iedere latere western is erdoor beïnvloed.
Al meteen na de uitvinding van de televisie begonnen westernseries hun intrede te doen. Begin jaren 1960 waren westernseries populairder dan ooit. Hierdoor bloedde de westernfilm nagenoeg helemaal dood.
In 1964 maakte de Italiaanse regisseur Sergio Leone een compleet vernieuwende western. De spaghettiwestern A Fistful of Dollars was een film waarin de "held" nu eindelijk eens even slecht was als zijn tegenstanders en waarin thema's als vriendschap en eerlijkheid werden vervangen door wraak, hebzucht en verraad.
De keiharde, realistische spaghettiwesterns waren uiteindelijk ook geen lang leven beschoren. Het publiek begon ook de verhaaltjes over mysterieuze wrekers en Mexicaanse bandieten zat te worden. En dus ging het vanaf 1970 snel bergafwaarts met de spaghettiwestern. Ditzelfde gold ook voor de Amerikaanse western.

## Verschillende subgenres

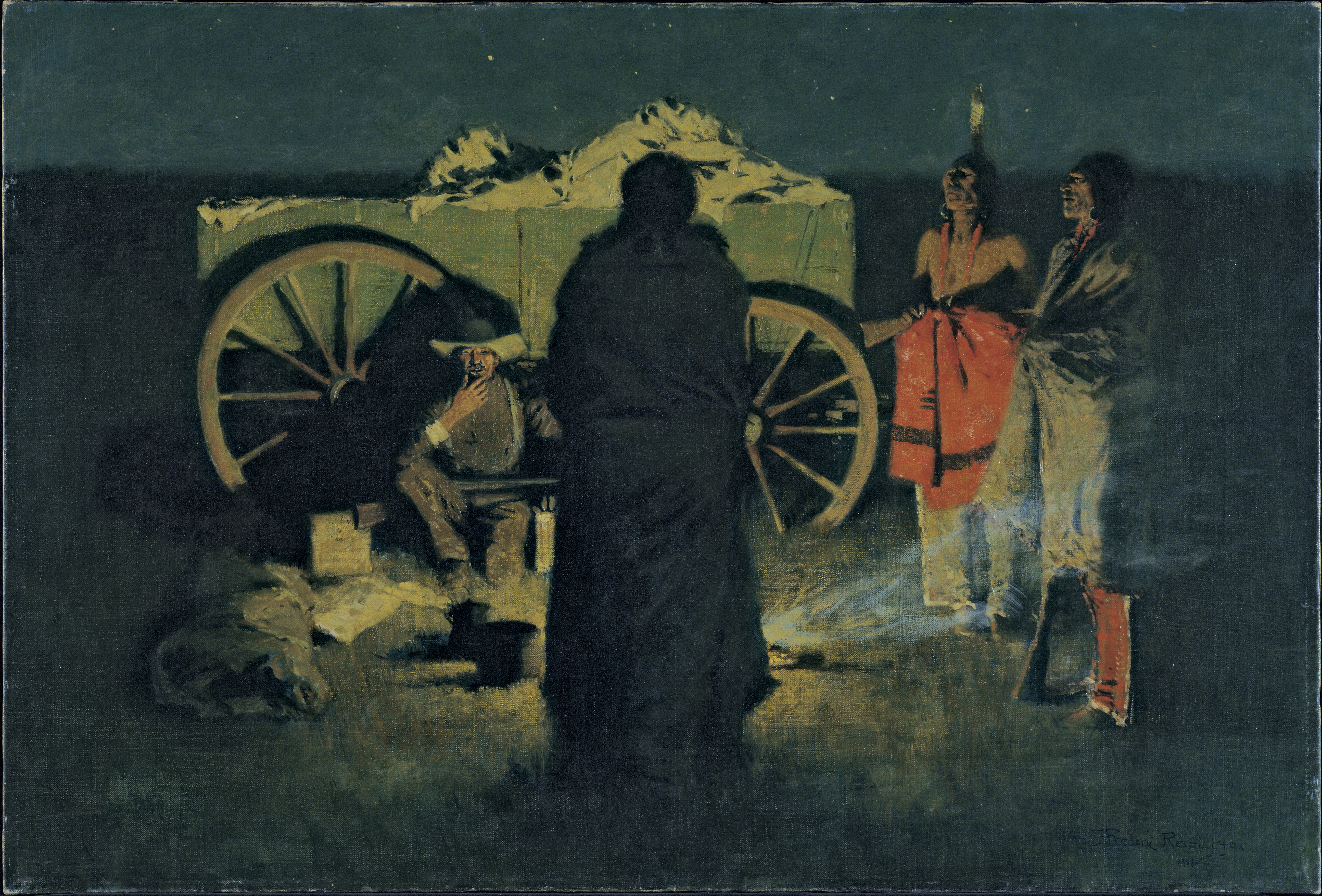
Frederic Remington Shotgun Hospitality, 1908, Hood Museum of Art, Dartmouth College, Hanover, New Hampshire

Het westerngenre is onderverdeeld in een aantal subgenres.

### Spaghettiwesterns
Dit zijn stijlvolle, (vaak) goedkoop gemaakte westerns met veel actie en weinig dialoog. Ze zijn aanzienlijk duisterder en gewelddadiger dan hun Amerikaanse tegenhangers. Ze danken hun naam aan het feit dat ze gemaakt werden door Italianen. Veel werden opgenomen in Italië en Spanje.

### Osterns
Dit subgenre, ook wel Rode Westerns genoemd, werd in de jaren 1950 en 1960 in de Sovjet-Unie gemaakt. Het waren westerns waarin de indianen als goeden werden gezien en de cowboys juist als slechten. Ook kenden veel van deze films een communistische boodschap en waren ze duidelijk anti-Amerikaans getint. De Osterns werden meestal opgenomen in het voormalige Joegoslavië.

### Revisionistische westerns
Dit is een subgenre van films die ook wel de anti-western werd genoemd. Ze weken af van de traditionele Amerikaanse western en waren vaak cynischer en donkerder van toon. Vaak werden aloude Amerikaanse waarden bekritiseerd en werden juist de Indianen en Mexicanen sympathiek afgebeeld (in tegenstelling tot in de traditionele westerns). Vaak wordt High Noon (1952) gezien als de eerste revisionistische western.

### Zapatawesterns
Een subgenre in de spaghettiwestern, genoemd naar Emiliano Zapata, de Mexicaanse revolutionair. De films hadden een socialistische of zelfs communistische inslag en speelden zich af tijdens de Mexicaanse Revolutie.

### Currywesterns
Currywesterns zijn de Indiase versie van spaghettiwesterns. De hoofdrolspelers zijn steevast bandieten of rovers. Typisch in currywesterns is het gebruik van Indiase muziek. Er wordt minstens één en meestal meerdere liedjes gezongen door de hoofdrolspelers. Sholay (1975) is de bekendste currywestern en wordt veelal gezien als een van de beste Bollywoodfilms.

## Filmmakers
De bekendste regisseurs van westerns zijn:
- Budd Boetticher
- John Ford
- Cecil B. DeMille
- Howard Hawks
- William Wyler
- Anthony Mann
- George Stevens
- Robert Aldrich
- John Sturges
- Richard Brooks
- Sergio Leone
- Sam Peckinpah
- Clint Eastwood
- Fred Zinnemann
- Sergio Corbucci
- Don Siegel
- Kevin Costner

## Acteurs
De western heeft een aantal zeer bekende acteurs voortgebracht, bijvoorbeeld John Wayne en Clint Eastwood. Andersom kan ook gezegd worden dat deze acteurs het genre groot gemaakt hebben. Ook acteurs die meer bekend zijn van andere filmgenres hebben het uitstapje naar de western eens of meer dan eens gemaakt. Voorbeelden hiervan zijn Humphrey Bogart, Burt Lancaster, Kirk Douglas, Gregory Peck en James Stewart.
Andere bekende westernacteurs waren:
- Lex Barker
- Charles Bronson
- Harry Carey
- Lee Van Cleef
- James Coburn
- Gary Cooper
- Kevin Costner
- Sam Elliott
- Henry Fonda
- Glenn Ford
- James Garner
- Terence Hill
- Klaus Kinski
- Alan Ladd
- Lee Marvin
- Tomás Milián
- Robert Mitchum
- Tom Mix
- Audie Murphy
- Franco Nero
- Jack Palance
- Randolph Scott
- Bud Spencer
- Eli Wallach
- Richard Widmark
- Frank Wolff